# Pink Friday Promo Tour
The Pink Friday Promo Tour è il primo tour promozionale della rapper trinidadiana Nicki Minaj, a supporto del suo primo album in studio Pink Friday (2010).

## Date
| Data            | Città         | Stato             | Luogo                   |
| --------------- | ------------- | ----------------- | ----------------------- |
| 22 ottobre 2010 | Filadelfia    | Stati Uniti       | Wells Fargo Center      |
| 23 ottobre 2010 | Washington    | Stati Uniti       | Star Night Club         |
| 24 ottobre 2010 | Waterbury     | Stati Uniti       | Sin City                |
| 25 ottobre 2010 | Boston        | Stati Uniti       | TD Garden               |
| 30 ottobre 2010 | Port of Spain | Trinidad e Tobago | Hasely Crawford Stadium |